# ふたりの歌/ヤッターマンの歌
「ふたりの歌/ヤッターマンの歌」（ふたりののうた/ヤッターマンのうた）は、日本のJ-POPユニット、ET-KINGの9枚目（メジャー7枚目）のシングルである。発売元はユニバーサルミュージック。

## 解説
- ET-KINGジャケット盤、『ヤッターマン』ジャケット盤の2パターンが同時発売された。両盤の収録曲はどちらも同一であるが、曲順がそれぞれ異なる。

## 収録曲
1. ふたりの歌
作詞：ET-KING、
作曲：ET-KING
Produced by 亀田誠治＆センコウ
2. ヤッターマンの歌
作詞：若林一郎、
補作詞：山本正之、
作曲：山本正之
Produced by NAOKI-T
3. ふたりの歌(Instrumental)
作曲：ET-KING
Produced by 亀田誠治＆センコウ
4. ヤッターマンの歌(Instrumental)
作曲：山本正之
Produced by NAOKI-T

## 収録アルバム
- SOUL LAUNDRY